# Johannes Popitz
Eduard Johannes Popitz (Leipzig, 2 december 1884 - Berlijn, 2 februari 1945) was een Duits politicus die betrokken was bij het complot van 20 juli 1944.

## Biografie
Johannes Popitz was de zoon van een apotheker. Hij studeerde tussen 1902 en 1907 rechten en staatswetenschappen in Lausanne, Leipzig, Berlijn en Halle. Van 1907 tot 1910 werkte hij als ambtenaar in Keulen en van 1910 tot 1913 in Beuthen. In 1913 werd hij benoemd tot assistent-rechter bij het Hoogste Administratieve Gerechtshof (Oberverwaltungsgericht) te Berlijn. Van 1914 tot 1919 was hij ambtenaar op het Pruisische ministerie van Binnenlandse Zaken van 1916 tot 1919 was hij tevens rijksambtenaar bij het rijksministerie van Financiën (Reichsschatzamt).
Johannes Popitz werd in januari 1919 in de Nationale Vergadering van Weimar gekozen. In hetzelfde jaar werd hij geheimraad op het rijksministerie van Financiën. In 1922 werd hij benoemd tot honorair hoogleraar in het belastingrecht en financiële wetenschappen aan de Humboldt Universiteit Berlijn.
Johannes Popitz was ten tijde van de financiële crisis van de jaren 20 groot voorstander van een belastinghervorming. Hij trachtte deze belastinghervorming als staatssecretaris van Financiën (1924-1929) door te voeren en werd hierin gesteund door zijn baas, rijksminister van Financiën, Rudolf Hilferding. In december 1929 traden Popitz en Hilferding, na meningsverschillen met de regering, af.
Op 31 oktober 1932 werd hij minister zonder portefeuille in het kabinet-Schleicher. Hij werd tevens benoemd tot rijkscommissaris van Financiën van Pruisen. Kort na Hitlers machtsovername werd Popitz op 21 april 1933 minister van Financiën van Pruisen. Op dat moment was hij nog geen lid van de NSDAP. Later moest hij wel lid zijn geweest van de NSDAP, daar hij in 1937 het gouden partij-insigne van de NSDAP kreeg kreeg (en accepteerde).

## Tegenstander vanHitler

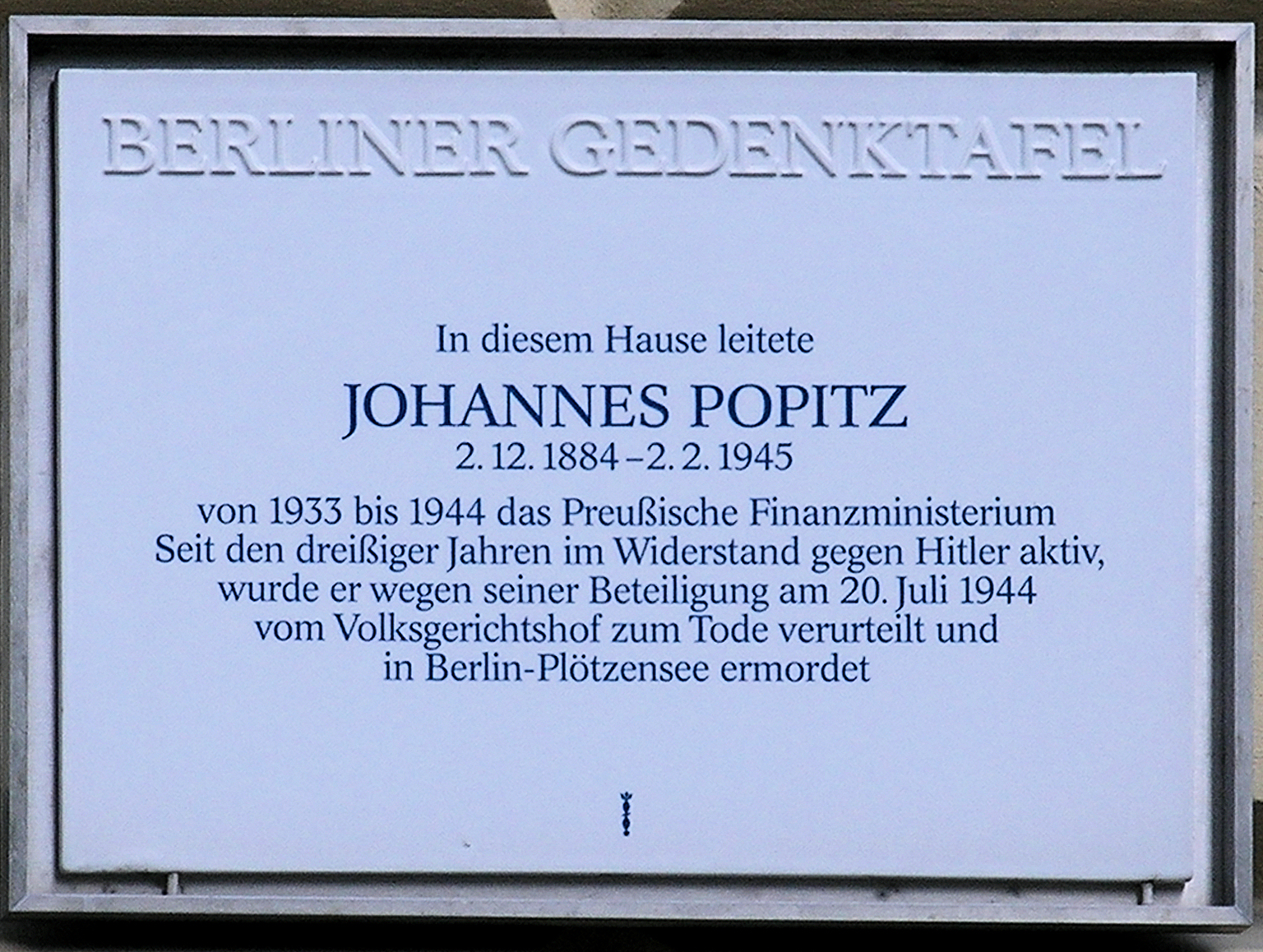

Na de Kristallnacht (november 1938) diende Popitz, uit protest tegen de Jodenvervolging, zijn ontslag in. Zijn ontslag werd echter niet gehonoreerd, maar sindsdien werd hij wel nauwlettend in de gaten gehouden door het regime.
De conservatieve en monarchistische Popitz distantieerde zich steeds verder van het regime en zocht contact met tegenstanders van Hitler, zoals Carl Friedrich Goerdeler en andere conservatieve opposanten van Hitler. In opdracht van Goerdeler, een van de leidende verzetsleiders, werkte hij aan een voorlopige grondwet (Vorläufiges Staatsgesetz), voor het Duitsland ná Hitler.
In de zomer van 1943 nam Popitz contact op met Heinrich Himmler, de leider van de SS, en probeerde hem te winnen voor een staatsgreep tegen Hitler en vredesonderhandelingen met de Westerse geallieerden. Zijn contacten met Himmler maakten hem verdacht bij veel verzetsleden. Vanaf de zomer van 1943 werd Popitz geschaduwd door de Gestapo.
Op 21 juli 1944, één dag na de mislukte aanslag op Hitler, werd Popitz gearresteerd. Op 3 oktober 1944 werd Popitz door het Volksgerichtshof (Volksgerechtshof) onder Roland Freisler ter dood veroordeeld. Himmler trachtte het doodvonnis uit te stellen, omdat hij hoopte bij eventuele onderhandelingen met de geallieerden, gebruik te kunnen maken van Popitz. Toen bleek dat de geallieerden niet bereid waren tot onderhandelingen, werd Popitz op 2 februari 1945 in de gevangenis Plötzensee opgehangen.

## Familie
Johannes Popitz was sinds 1918 getrouwd met Cornalia Slot. Het echtpaar kreeg drie kinderen. Een van die kinderen, was Heinrich Popitz (1925-2000), socioloog en filosoof.
Andreas Popitz was drager van het IJzeren Kruis voor non-combattanten en de IVe klasse van de Orde van de Rode Adelaar met Kroon.